# Хорол
Хоро́л (укр. Хорол) — город в Полтавской области Украины. Входит в Лубенский район. До 2020 года был административным центром упразднённого Хорольского района, в котором составлял Хорольский городской совет.

## Географическое положение
Город Хорол находится на берегу реки Рудка, которая через 4 км впадает в реку Хорол.
Примыкает к сёлам Вишняки и Лисянщина.

## Происхождение названия
Город Хорол своё название получил от одноимённой реки Хорол, что в буквальном смысле означает «быстрый».

## История
Впервые поселение Хорол упоминается в грамоте Владимира Мономаха 1083 года. Город был свидетелем кровавых столкновений славян с кочевниками 1107, 1111, 1185, 1215 г.
Во времена монголо-татарского нашествия Хорол, как и множество других поселений Переяславского и Киевского княжеств, был разрушен.
В 1362 году земли, на которых находился город, попали под власть Великого княжества Литовского.

### (1569—1654)
После заключения Люблинской унии 1569 года хорольские земли перешли в состав Речи Посполитой. В 1615 году город Хорол был взят и сожжён русским отрядом. В 1620-е годы хорольские земли захватили магнаты Вишневецкие.
В 1638 году жители Хорола участвовали в восстании Якова Острянина. По данным переписи 1647 года в Хороле насчитывалось 1279 хозяйств. С 1648 года Хорол — сотенный городок Миргородского полка (и оставался в этом статусе вплоть до ликвидации гетманства в 1764 году).
Хорольская сотня Миргородского полка участвовала в боях 1648 — 1654 годов в армии Богдана Хмельницкого под Корсунем, Зборовом, Львовом, Замостьем, Пилявцами, Берестечком.

### (1654—1917)
В 1654 году в составе земель Левобережной Украины Хорол вошёл в состав России.
Впервые[уточнить] Хорол был обозначен на карте французского инженера Боплана.
В 1709 году Хорольская сотня Миргородского полка участвовала в Полтавской битве на стороне царя Петра I.
По Указу Екатерины II от 16 сентября 1781 года с 9 января 1782 года было создано Киевское наместничество в составе 18 уездов. В соответствии с этим указом, Хорол получил статус города и стал уездным городом Хорольского уезда.
На гербе, пожалованном в 1782 году её императорским величеством городу, на красном поле изображены перекрещенные стрела и сабля вниз острыми концами.
В 1790 году была построена Николаевская церковь.
В 1802 году Хорол стал центром Хорольского уезда Полтавской губернии. В 1802 году его площадь составляла 442 десятины и в нем было 3583 жителя. На опорном плане Хорола 1805 года обозначена крепость при впадении реки Лагодинка в реку Хорол. Площадь крепости — 25 га.
Во время Отечественной войны 1812 года Хорол стал центром формирования 5-го казачьего полка И. П. Котляревским, но боевые действия в этой местности не велись.
Согласно статистическим данным 1855 года, в Хороле проживали 294 дворянина, среди них 137 потомственных.
В 1880 году здесь проживало 5,5 тыс. человек, действовала почтовая станция.
К началу XX века в Хороле насчитывалось 990 домовладений и 9199 жителей, действовали женская прогимназия, больница, шесть церквей и еврейский молитвенный дом, регулярно проходили ярмарки.
11 августа 1914 года в Хороле началось издание ежедневного информационного листка «Телеграммы Петроградского телеграфного агентства».
В период революций начала ХХ-го века в Хороле происходили митинги и демонстрации. В 1916—1917 годы в Хороле был расквартирован 8-й Уральский казачий полк, в котором служил полковым врачом В. П. Бирюков, основавший в 1917 году Хорольский народный научный музей.

### (1918—1991)
В первых числах апреля 1917 года в Хороле возник Совет рабочих депутатов. В январе 1918 года в Хороле была установлена Советская власть.
В середине августа 1920 года Хорол и 18 его волостей вошли в состав новообразованной Кременчугской губернии, которая в конце 1922 года была расформирована.
С 22 сентября 1937 Хорол вновь вошёл в состав созданной Полтавской области. С этого года больше никаких изменений относительно принадлежности Хорола и района в другие региональные образования не было.
Значительным событием для Хорола стало создание в декабре 1939 года механического завода, который должен был производить запасные части для оборудования текстильной промышленности.
Хорол и район оккупирован немецко-фашистскими войсками с 13 сентября 1941 года по 18—23 сентября 1943 года. В октябре 1941-го около 460 чел. его жителей еврейской национальности (старики, женщины и дети) были расстреляны за городом. В Хороле (на территории кирпичного завода, элеватора и нефтебазы) в сентябре 1941 года были созданы два концентрационных лагеря (лагерь для мирного населения и лагерь для советских военнопленных), получившие название «Хорольская яма». Там были особо тяжкие условия содержания. Только с 22 сентября 1941 по 1 мая 1942 по немецкой статистике в лагере погибло 37 650 человек. Точных данных о количестве погибших в «Хорольской яме» нет, но считается, что около 91 тысячи человек.
19 сентября 1943 года Хорол был освобождён от немецко-фашистских захватчиков войсками РККА 3-го гвардейского механизированного корпуса Воронежского фронта.
По сведениям на начало 1957 года, в Хороле действовали: кирпичный завод, спиртовой завод, мукомольный завод, маслодельный завод, три средние школы, школа рабочей молодёжи, школа медсестёр, сельскохозяйственное училище, училище механизации сельского хозяйства, две библиотеки и стадион.
В январе 1959 года численность населения составляла 12 357 человек.
С 1965 года произошли новые изменения административно-территориального деления и Хорол вновь стал районным центром в нынешних границах. В 1960—1980—е годы велась широкая перестройка города. 1967 году была создана межколхозная дорожная строительная организация, которая должна была осуществлять строительство и ремонт дорог. К середине 1968 года был сдан в эксплуатацию трёхэтажный дом связи.
В 1972 году был введён в эксплуатацию Хорольский молочноконсервный комбинат детских продуктов, 30 июня 1972 года выпустивший первую продукцию.
В 1977 году в Хорол проложили газопровод, началась газификация жилых домов.
22 сентября 1981 года в городе в новом 5-этажном доме открыли новый гастроном. В 1982 году сдано в эксплуатацию помещение городской средней школы № 2 по улице Ленина на 1176 ученических мест.
В 1983 году город и его жители торжественно отметили 900-летний юбилей со времени основания Хорола.
После 26 апреля 1986 жители города принимали участие в ликвидации аварии на Чернобыльской АЭС.
По состоянию на начало 1985 года, в Хороле действовали: молочноконсервный комбинат детских продуктов, механический завод, консервный завод, завод строительных материалов, фабрика хозяйственных изделий, пищевкусовая фабрика, райсельхозтехника, райсельхозхимия, комбинат бытового обслуживания, техникум механизации сельского хозяйства, профессиональное техническое училище, 3 общеобразовательных школы, музыкальная школа, спортивная школа, больница, Дом культуры, кинотеатр, пять библиотек и исторический музей.
В январе 1989 года численность населения составляла 16 492 чел. жителей, в это время основой экономики являлись механический завод и предприятия пищевой промышленности.
В 1990 году в дубовой роще было завершено строительство мемориала «Хорольская яма».

### С 1991
В начале 1990-х годов построено несколько многоэтажных жилых домов, проведена реконструкция механического завода, начата реконструкция молококонсервного комбината. В середине 1990-х годов было построено Бюро трудоустройства населения.
В мае 1995 года Кабинет министров Украины утвердил решение о приватизации находившихся в городе АТП-15346, механического завода, комбикормового завода, райсельхозтехники, ПМК № 170, в июле 1995 года было утверждено решение о приватизации ПМК № 71.

## Население
По состоянию на 1 января 2013 года численность населения составляла 13 593 человека.

### Языковой состав
Родной язык населения по данным переписи 2001 года:
| Язык       | Численность, чел. | Доля     |
| ---------- | ----------------- | -------- |
| Украинский | 14 234            | 97,21 %  |
| Русский    | 385               | 2,63 %   |
| Другие     | 24                | 0,16 %   |
| Итого      | 14 643            | 100,00 % |

## Экономика
- Хорольский элеватор[19].
- ОАО «Хорольский механический завод».
- Хорольский молочноконсервный комбинат детских продуктов. Хорольский молочноконсервный комбинат детских продуктов
- Пищевкусовой завод.
- Хорольская типография, КП.
- Хорольское инкубационно-птицеводческое предприятие.
- ОАО «Хорольская ПМК № 170».
- ГП «Хорольский ветеринарно-санитарный завод по производству мясокостной муки».
- ЗАО «Хорольский комбикормовый завод».
- ООО «Хорольская керамика».

## Транспорт
Станция Хорол Южной железной дороги.
Также через город проходят автомобильные дороги М-03, Т-1709, Т-1716.

## Объекты социальной сферы
- Детский сад «Малятко».
- Школа № 1.
- Гимназия № 2.
- Школа № 4.
- Школа специализированная № 3.
- Учебно-воспитательный комплекс.
- Хорольский агропромышленный колледж.
- Детская музыкальная школа.
- Исторический музей.
- Хорольский дом-интернат.
- Центр детского и юношеского творчества.